# Заекване
Заекването е говорен дефект, който представлява нарушение на темпоритмичната организация на речта, възникващо обикновено към 3-5-годишна възраст. При него плавността на речта се нарушава от неволеви повторения и/или удължавания на звукове, срички, думи или фрази, а също и от неволеви паузи или принудителни прекъсвания. Причините за появата на заекване остават неясни. Последните научни изследвания сочат, че има неврологична предразположеност за появата на заекване, но редица социални фактори влияят върху активирането му.
В общия случай заекването се появява след период на нормално за възрастта речево развитие. В някои случаи отключващ фактор е стресова ситуация, но често няма явни причини за появата му. Заекването започва внезапно, като силата му зависи много от обстановката, събеседника и други; самият заекващ осъзнава отлично проблема, което води до притеснение, а понякога и до отказ от говорене.
При друг вид заекване причината е затруднение в обработката на информация. Речевото развитие обикновено изостава в сравнение с нормите за възрастта. Детето може да конструира дълги изречения, но думите в тях да са с непълен и неразбран състав. В други случаи детето не може да прави дълги изречения, обърква се и има нужда от помощ, за да оформи изказването си. Тук заекването се появява постепенно, като силата му варира значително – от пълната липса на блокажи до твърде честата им поява на всяка произнесена дума.
И в двата случая е необходима консултация със специалист логопед, психолог и/или невролог. При втория тип основна е работата върху поетапната преработка на информацията (най-вече езикова), която е затруднена.
Спазмите (блокажите) на говорната мускулатура могат да бъдат локализирани в един или няколко отдела на говорния апарат: дихателния, гласообразуващия и артикулационния. При спазми на дихателната мускулатура особено важна е правилно проведената дихателна гимнастика, водеща до нормализиране на нарушеното дишане и снемане на общото напрежение. При спазми на гласовата мускулатура (намираща се в ларинкса) терапията води до укрепване на тонуса на гласните връзки и оттам – до намаляване на спазматичната им готовност. Спор буди локализацията на спазмите в артикулационната мускулатура (особено на устните). Все повече се налага мнението, че това не е тип заекване, а говорна диспраксия и спазмите не са предизвикани от промяна на мускулния тонус, а са резултат от нарушена способност за възпроизвеждане позата на съответния звук. В терапията на този вид нарушение е от изключителна важност зрителната опора, т.е. зрителният контрол върху собственото звукопроизношение.
Тъй като няма яснота по редица въпроси, свързани с видовете заекване, с причините за появата им, няма и единна терапевтична стратегия.
Смята се също, че заекването се получава при неспособността зоната на Брока да предава хубаво сигнали към зоната на Вернике (Това са речевите зони на мозъка).

## Разпространение
Около 5% от хората се очаква да заекват в даден период от живота си , като около 1% от хората в даден момент заекват. Разликата се дължи на спонтанно възстановяване при много деца, около 65%--75%. Между три и четири пъти повече мъже заекват отколкото жени. Не се наблюдават различия между нивата и видовете заекване при различните култури и раси.

## Причини
Няма установена ясна причина, която да е в основата на заекването. Има изобилие от теории и хипотези, като най-често се смята, че заекването се причинява от множество фактори.

### Генетични фактори
Твърди се, че се наблюдава корелация между заекването и някои гени.
През 2010 година са открити три дефектни гена, които са в явна корелация със заекването. При около 9% от заекващите със семейна история на заболяването се наблюдава тази комбинация от гени. Предстоят изследвания за установяване на точния механизъм, по който тези гени водят до появата на заекване.

### Неврологични аспекти
Има данни, че при изследването на мозъчните структури на възрастни заекващи са наблюдавани определени неврологични нарушения:
По време на говорене при заекващи се наблюдава засилена активност в дясното мозъчно полукълбо. При незаекващите активността преобладава в лявата хемисфера. Не е ясно дали това представлява абнормална хемисферна доминантност, резултат от аномалии в речевите зони на лявата хемисфера или необичайната активност в дясното полукълбо не е свързана със страха, безпокойството или другите емоции, които заекващите свързват с процеса на говорене. Потвърди се, че по време на речта при заекващите се наблюдава сравнително по-ниска активност на централномозъчните структури, отговарящи за обработката на слуховата информация. Според някои учени е налице неспособност да се интегрират слуховите и соматичните процеси при говорене.
Нови изследвания на мозъчната дейност при заекващи деца дават предимство на теорията, че в основата си причините за заекването са неврологични.
- За повече информация виж Neurology of Stuttering

### Стресът и обвързаните с него промени при заекването
Под влияние на стреса човешкият глас се променя. Обикновено това води до увеличаване на тоналната височина. В условия на стрес хората говорят по-бързо, повтарят думи или фрази, включват в речта си повече междуметия (ах; ъ-ъ-ъ; ех). Това е така наречената „Нормална неплавност“. Според някои изследвания при стрес средно между 0 и 4% от речта на незаекващите е с нарушена плавност и то при проста задача за назоваване на цветове.
Известно е, че едни ситуации провокират усилване на заекването, докато други способстват за редуцирането му. Пеенето, шепненето, дъвченето водят до чувствително редуциране или изчезване на заекването, докато ситуации като разговор по телефона, разговор с непознат, разговор с човек от противоположния пол, водят до повишаване на напрежението и съответно до чувствително усилване на интензивността на заекването.

## Подобни нарушения на плавността
В популярната лексика е широко разпространено всяко говорно нарушение, свързано с неволево прекъсване на потока на говор, да се нарича „заекване“, но някои от нарушенията с външно подобна симптоматика всъщност имат съвсем различен произход.
Такива са:
- Запъване

- Речеви нарушения при паркинсонов синдром

- Спазматична дисфония

- Говорни и езикови нарушения при афазия

- Нормална речева неплавност и др.